# Leding
En la mitología nórdica, Leding era la gruesa cadena con la que los Æsir decidieron atar inicialmente al gran lobo Fenrir, el cual, al haber sido alimentado tanto durante su infancia, creció tanto de tamaño que intimidaba a los propios dioses, llevando a éstos a tomar la decisión de encadenarlo para que no pudiese causarles ningún daño.
Fenrir dejó que los dioses le encadenasen para probar su fuerza, para comprobar si podía romper la cadena, ya que ellos estaban convencidos de que no sería capaz. Para disgusto de los dioses, el lobo no tuvo más que estirarse para, con un pequeño esfuerzo, partir la cadena y así liberarse.
Debido a ello, los dioses decidieron forjar una segunda cadena, más fuerte que la anterior, llamada Droma.